# Thomas König (Politikwissenschaftler)
Thomas König (* 2. Februar 1961 in Münster) ist ein deutscher Politikwissenschaftler. Er ist Professor und Lehrstuhlinhaber für Politikwissenschaft, Europäische Politik an der Universität Mannheim.

## Leben
Nach dem Studium der Politikwissenschaft und Romanistik an den Universitäten Heidelberg und Mannheim begann König seine wissenschaftliche Laufbahn als Mitarbeiter der Forschungsstelle für gesellschaftliche Entwicklungen unter der Leitung von Rudolf Wildenmann. Von 1988 bis 1990 war er im Forschungsprojekt Politikfeld Arbeit in der Bundesrepublik Deutschland und den Vereinigten Staaten von Amerika tätig.
Im Jahr 1990 promovierte er an der Universität Mannheim mit einer Arbeit über den Einfluss organisierter Interessengruppen auf die Gesetzgebung im Politikfeld Arbeit. Nach weiteren wissenschaftlichen Stationen habilitierte er sich 1997 mit der Schrift „Koordination, Kooperation und die Wahrung staatlicher Handlungsfreiheit“. Er war unter anderem als Assistenzprofessor am Interuniversity Center for Social Science Theory and Methodology (ICS) in Groningen tätig und hatte ein DFG-Heisenberg-Stipendium an der Stanford University inne.
König lehrte an den Universitäten Konstanz, Saarbrücken, Speyer, Stanford und der Washington University in St. Louis, bevor er 2007 an die Universität Mannheim berufen wurde.
Seit 2017 ist er Mitglied der Nationalen Akademie der Wissenschaften Leopoldina.

## Forschung
Königs Forschungsschwerpunkt liegt auf der evidenzbasierten Analyse politischer Entscheidungen über Institutionen, Verträge, Gesetze und Reformen. Dabei untersucht er den Einfluss von Amtsinhabern, Parteien, Interessengruppen, Wählern und der öffentlichen Meinung. Besondere Aufmerksamkeit widmet er der europäischen Integration sowie politischen Entscheidungsprozessen auf nationaler, regionaler und lokaler Ebene.
Seit 2009 leitet König die Nachwuchsforscherakademie Empirical Implications of Theoretical Models Europe (EITM Europe), die junge Wissenschaftler in theoretischen und methodischen Grundlagen international anerkannter Forschung schult. Von 2010 bis 2022 war er Sprecher des Sonderforschungsbereichs Political Economy of Reforms der Deutschen Forschungsgemeinschaft (DFG) an der Universität Mannheim. Im Jahr 2016 wurde er von der American Political Science Association zum ersten nicht-amerikanischen Chefherausgeber der American Political Science Review gewählt, eine Position, die er bis 2020 innehatte.
Königs Forschung verbindet Netzwerk- und Institutionenanalyse mit spiel- und tauschtheoretischen Ansätzen, um den Einfluss von Interessengruppen, die Machtverteilung und die Positionierung in politischen Verhandlungen zu untersuchen. Ein zentraler Forschungsschwerpunkt ist die europäische Integration, einschließlich der Auswirkungen auf politische Entscheidungsprozesse und deren öffentliche Unterstützung. In jüngeren Arbeiten verwendet er experimentelle und quasi-experimentelle Methoden, um Polarisierung und Kooperation in politischen Kontexten zu analysieren.

## Auszeichnungen und Ehrungen
- 1997 Karl W. Deutsch-Ehrenprofessur des Wissenschaftszentrums Berlin
- 2001 Harrison Prize der britischen Politikwissenschaft
- 2002 Fulbright Distinguished Chair an der Washington University in St. Louis
- 2017 Mitglied der Nationalen Akademie der Wissenschaften Leopoldina

## Veröffentlichungen (Auswahl)
- Hyeonho Hahm, David Hilpert, Thomas König (2023). Divided we unite: The nature of partyism and the role of coalition partnership in Europe. American Political Science Review, 118(1), 69–87.
- Thomas König, Nick Lin, Xiao Lu, Thiago N. Silva, Nikoleta Yordanova, Galina Zudenkova (2022). Agenda Control and Timing of Bill Initiation: A Temporal Perspective on Coalition Governance in Parliamentary Democracies. American Political Science Review, 116(1), 231–248.
- Thomas König, Nick Lin, Xiao Lu, Thiago N. Silva (2023). Government Dominance and the Role of Opposition in Parliamentary Democracies. European Journal of Political Research, 62(2), 594–611.
- Thomas König, Nick Lin (2021). Portfolio Allocation Patterns and Policymaking Effectiveness in Minority Coalition Governments. European Journal of Political Research, 60(3), 694–715.
- Hyeonho Hahm, Thomas König, Moritz Osnabrügge, Elena Frech (2019). Who settles disputes? Treaty design and trade attitudes toward the Transatlantic Trade and Investment Partnership (TTIP). International Organization 73(4), 881–900.
- Thomas König (2024). The Dynamics of European Integration - Causes and Consequences of Institutional Choices. University of Michigan Press. doi:10.3998/mpub.12828486